# 다크 메시아 오브 마이트 앤 매직
다크 메시아 오브 마이트 앤 매직(Dark Messiah of Might and Magic, 엑스박스 360에서의 부제: 엘리먼츠/Elements)은 아케인 스튜디오가 개발한 액션 롤플레잉 게임이다. 플레이어는 마법사 펜리그의 도제 사레스(Sareth)를 조정하는데 그는 스톤헬름시로 보내져 더 스콜 오브 섀도스(The Skull of Shadows)를 얻기 위한 원정에 동반한다.
다크 메시아 오브 마이트 앤 매직은 2006년 10월 24일 PC용으로 출시되었으며 다크 메시아 오브 마이트 앤 매직: 엘리먼츠는 2008년 2월 12일 엑스박스 360용으로 나중에 출시되었다. 엘리먼츠에는 싱글 플레이어 캠페인에서의 새로운 레벨, 개선된 멀티플레이어 모드, 수많은 버그 수정, 콘솔 경험 조정이 포함되었다.

## 평가
| 평가 |                         |
| --- | ----------------------- |
| 통합 점수 통합사 점수 게임랭킹스 PC: 74% [ 2 ] X360: 54% [ 3 ] 메타크리틱 PC: 72/100 [ 4 ] X360: 52/100 [ 5 ] |                         |
| 통합 점수 |                         |
| 통합사 | 점수                    |
| 게임랭킹스 | PC: 74% X360: 54%       |
| 메타크리틱 | PC: 72/100 X360: 52/100 |